# For Ever (álbum)
For Ever es el segundo álbum de estudio de la banda británica de neo soul Jungle. El álbum fue publicado el 26 de agosto de 2018 a través de la discográfica XL Recordings.

## Lista de canciones
| N.º | Título                          | Duración |  |
| 1.  | «Smile»                         | 3:07     |  |
| 2.  | «Heavy, California»             | 3:05     |  |
| 3.  | «Beat 54 (All Good Now)»        | 4:07     |  |
| 4.  | «Cherry»                        | 3:16     |  |
| 5.  | «Happy Man»                     | 3:12     |  |
| 6.  | «Casio»                         | 3:54     |  |
| 7.  | «Mama Oh No»                    | 3:17     |  |
| 8.  | «House In LA»                   | 4:44     |  |
| 9.  | «Give Over»                     | 3:33     |  |
| 10. | «Cosurmyne»                     | 3:40     |  |
| 11. | «Home»                          | 2:12     |  |
| 12. | «(More and More) It Ain't Easy» | 3:12     |  |
| 13. | «Pray»                          | 4:41     |  |

Duración totalː 46ː00

## Tablas
| Tablas (2018)                            | Máxima posición |
| ---------------------------------------- | --------------- |
| Australia (ARIA)                         | 28              |
| Bélgica (Ultratop flamenca)              | 13              |
| Bélgica (Ultratop valona)                | 87              |
| Países Bajos (Album Top 100)             | 34              |
| Francia (SNEP)                           | 68              |
| Portugal (AFP)                           | 13              |
| España (PROMUSICAE)                      | 85              |
| Suiza (Schweizer Hitparade)              | 22              |
| Reino Unido (UK Albums Chart)            | 10              |
| Estados Unidos (Independent Albums)      | 17              |
| Estados Unidos (Top Alternative Albums)  | 19              |
| Estados Unidos (Dance/Electronic Albums) | 6               |
| Estados Unidos (Top Rock Albums)         | 45              |
| Estados Unidos (Top Tastemaker Albums)   | 22              |